# Saint-Just (Hérault)
Saint-Just é uma comuna francesa na região administrativa de Occitânia, no departamento de Hérault. Estende-se por uma área de 6,08 km². Em 2010 a comuna tinha 3 295 habitantes (densidade: 541,9 hab./km²).